# Obligation convertible
 (septembre 2022).
Si vous disposez d'ouvrages ou d'articles de référence ou si vous connaissez des sites web de qualité traitant du thème abordé ici, merci de compléter l'article en donnant les références utiles à sa vérifiabilité et en les liant à la section « Notes et références ».
Une obligation convertible est une obligation à laquelle est attaché un droit de conversion qui offre à son porteur le droit d'échanger l'obligation en actions de cette société, selon une parité de conversion préfixée, et dans une période future prédéterminée. Ce droit de conversion peut être assimilé à un bon de souscription d'actions. Ce droit reste attaché tout au long de la vie de l'obligation contrairement aux OBSA (Obligations à Bons de Souscription d'Actions).
En France, sur le plan juridique, les obligations convertibles en actions ont été instituées par une loi du 25 février 1953.

## Principe
Pour l'émetteur de l'obligation convertible, l'avantage, encaissable immédiatement, s'exprime sur le plan du coût de l'endettement par rapport à une émission d'obligations à taux fixe. En effet, toutes choses égales par ailleurs, les intérêts payés par l'émetteur sont plus faibles. La différence de coût correspond en quelque sorte à la valeur qui est attribuée au droit de conversion.
Une grande partie des émissions de ces dix dernières années ont ainsi été émises à un prix inférieur à la valorisation de l'option implicite qu'elles contenaient, et directement souscrites par des arbitragistes de banques d'investissement ou des hedge-funds spécialisés, qui revendaient ou couvraient les diverses composantes du produit.
Dans certains cas, l’émetteur peut choisir entre l’augmentation de capital et la recapitalisation. On évoque alors le terme d’OCEANE: Obligation Convertible ou Échangeable en Actions Nouvelles ou Existantes.

## Évaluation
Pour évaluer financièrement ce titre, il convient d'inclure les effets de l'évolution du marché obligataire et ceux de l'action sous-jacente. En général, le prix de l'obligation convertible évolue de manière analogue à celle d'une obligation classique lorsque le cours de l'action sous-jacente se situe sous le seuil de conversion: cela correspond à la valeur nue (la valeur du droit de conversion est quasi nulle). Au-delà du prix de conversion, l'évolution de l'obligation convertible est plus proche de celle de l'action sous-jacente puisqu'à ce niveau de prix il est intéressant d'exercer son droit de conversion.
On peut analyser financièrement l'obligation convertible comme la somme d'une obligation sèche et d'une option d'achat sur les actions de l'émetteur. Le prix d'exercice de l'option d'achat correspond au plancher obligataire de la convertible, il est donc variable au cours du temps et tend vers le prix de remboursement de la convertible. L'échéance de l'option sera identique à celle de l'obligation.
En ce qui concerne la valorisation de la composante obligataire, il suffit d'actualiser les flux et de considérer le spread de crédit relatif à cette dette. En pratique, on prendra en compte le rating fourni par les agences de notation ainsi que la date d'échéance de l'obligation.
Le modèle binomial fournit une méthode numérique pour l'évaluation de ces options.

## Évolution du cours de l'obligation convertible
- Hors de la monnaie : lorsque le cours de l'action sous-jacente est en dessous du prix d'exercice de l'option, la valeur de la composante optionnelle est alors quasiment nulle.
- À la monnaie : l'action sous-jacente se trouve autour du prix d'exercice de la composante optionnelle.
- Dans la monnaie : l'action sous-jacente est largement au-dessus du prix d'exercice de l'option. Plus la valeur de l'action sous-jacente augmentera, plus la valeur de l'obligation se rapprochera de l'action.

L'utilisation des lettres grecques permettra de caractériser la sensibilité des obligations convertibles aux variations du sous-jacent, de la volatilité, du temps ou encore des taux d'intérêt.

## Types de convertibles
- Obligation convertible en action : donne la possibilité de conversion de l'obligation en action de l'émetteur. Un ratio définit le nombre d'actions auquel donne le droit chaque obligation.
- Obligation échangeable : donne la possibilité de conversion en actions différentes de celle de l'émetteur.
- OCEANE : l’émetteur peut choisir entre l’augmentation de capital et la recapitalisation. On évoque alors le terme d’OCEANE: Obligation Convertible ou Échangeable en Actions Nouvelles ou Existantes.
- ORNANE : Obligation Remboursable en Numéraire et/ou en Actions Nouvelles ou Existantes.

Produits assimilés :
- OBSA : Obligation à Bon de Souscription d'Actions
- ORA : Obligation Remboursable en Actions
- OSRANE : Obligation subordonnée Remboursable en actions nouvelles ou existantes
- Going Public Bonds : ce sont des obligations remboursables en actions lors de l'introduction en bourse d'une société.

## Intérêts pour l'émetteur
Pour leur financement, le passage par le marché des obligations convertibles permet aux entreprises des conditions moins contraignantes. L'obtention d'une notation décernée par une agence de notation n'est par exemple pas nécessaire. Ceci peut permettre à une société n'ayant pas une taille suffisante pour bénéficier d'une notation de se financer grâce aux obligations convertibles.
L'émission d'obligations convertibles représente des montants très importants et donc représente une occasion de lever des fonds importants.
Surtout l'obligation convertible permet aux entreprises un financement bien moins coûteux à cause de la différence de rendement entre l'obligation convertible et l'obligation simple. En effet, cette différence est apportée par la valeur de l'option livrée avec l'obligation convertible.
La transformation de la dette de l'entreprise en fonds propres lorsque les investisseurs exercent l'option d'achat peut être aussi un argument pour l'émission de ce type d'obligation. Ceci entraîne une dilution des actionnaires mais moindre que si la société avait procédé à une augmentation de capital. Il faudra cependant prendre en compte ce point pour ne pas léser les actionnaires actuels.
L'obligation convertible en actions est également utilisée comme apport en fonds propres pour une reprise de société et les relations entre la nouvelle société et l'investisseur sont souvent régis par des contrats entre les responsables respectifs, contrats souvent inspirés des pratiques contractuelles américaines et comprenant parfois des clauses abusives au regard du droit français.
Le cas est particulièrement sensible lorsque la société souscrit simultanément un emprunt bancaire sur une durée supérieure à celle de la maturité de l'obligation; le créancier peut alors exiger le remboursement de l'obligation et demander la mise en vente de la société pour garantir ce remboursement et empocher ainsi une part plus ou moins importante de la plus-value réalisée par la société du simple fait des remboursements des emprunts bancaires déjà effectués. Le procédé peut être systématisé dans le cas de reprise d'entreprises commerciales ou du secteur libéral par des groupes d'investisseurs dont l'objectif sera alors de trouver de nouveaux repreneurs à l'échéance de l'obligation. Ainsi certains de ces groupes anonymes — confidentialité oblige — se targuent-ils sur un de leurs prospectus de rentabilité brute proche de 30 % par an sur 5 ans ; l'obligation est rachetée 3,7 fois son prix d'émission ![réf. nécessaire]
Ces montages — variante des LBO — tendent en outre à un rentabilisation immédiate de l'entreprise souvent au détriment de l'emploi et des entrepreneurs eux-mêmes comme le regrette une note du responsable du Centre des Jeunes Dirigeants (CJD).

## Intérêts pour les investisseurs
Différents types d'investisseurs sont à prendre en compte pour ce type de produits dérivés : les particuliers, les fonds actions, les fonds obligataires, les fonds convertibles directionnels ainsi que les fonds d'arbitrage (hedge funds).
Les fonds d'arbitrage représentent entre 50 et 70 % de la demande en obligation convertible. Les obligations convertibles donnent lieu à la réalisation d'arbitrages, une stratégie qui appartient au domaine de la gestion alternative.
D'une manière générale, la protection contre la baisse du cours de l'action est l'un des principaux avantages des obligations convertibles. Ceci est dû au fait que la composante optionnelle ne représente que 10 à 15 % de sa valeur totale. Ainsi l'investisseur pourra participer à la hausse des cours de l'action tout en conservant la composante obligataire intacte. L'investissement dans ce type de produits peut permettre sur le long terme un rendement meilleur que sur un placement action ou obligataire.
Cependant, l'une des stratégies des fonds d'arbitrages consiste à réaliser un arbitrage sur la volatilité en achetant une obligation convertible tout en vendant à découvert à hauteur du delta l'action sous-jacente.
Dans ce cas, les obligations sont mieux adaptées que les options classiques car d'une part les volumes y sont plus importants et d'autre part parce que les échéances y sont plus longues.